# Campionato italiano Ice Sledge Hockey 2007-2008
Il Campionato italiano Ice Sledge Hockey 2007-2008 è stata la quarta edizione di questo torneo, organizzato dal Comitato Italiano Paralimpico. Le compagini iscritte sono ancora una volta le tre rappresentative regionali di Piemonte (Tori Seduti, campioni in carica), Lombardia (Armata Brancaleone) e Alto Adige (South-Tyrol Eagles).
È stata variata di poco la formula, rispetto alla stagione precedente, con ogni squadra ad affrontare le altre due per quattro volte, due in casa e due in trasferta.
Per la prima volta, ad aggiudicarsi il titolo sono stati gli altoatesini South-Tyrol Eagles, dopo tre vittorie della rappresentativa piemontese.

## Girone
|                    | ARM | EAG | TOR | ARM | EAG | TOR |
| ------------------ | --- | --- | --- | --- | --- | --- |
| Armata Brancaleone | —   | 0–2 | 1–4 | —   | 2–7 | 1–0 |
| South-Tyrol Eagles | 5–0 | —   | 1–0 | 2–0 | —   | 3–2 |
| Tori Seduti        | 2–0 | 2–2 | —   | 3–4 | 0–3 | —   |

| 6 ottobre 2007 | South-Tyrol Eagles | 1 – 0 | Tori Seduti |  |

| 13 ottobre 2007 | Tori Seduti | 2 – 0 | Armata Brancaleone |  |

| 3 novembre 2007 | Armata Brancaleone | 0 – 2 | South-Tyrol Eagles |  |

| 1º dicembre 2007 | Tori Seduti | 3 – 4 | Armata Brancaleone |  |

| 8 dicembre 2007 | South-Tyrol Eagles | 3 – 2 | Tori Seduti |  |

| 23 dicembre 2007 | Armata Brancaleone | 2 – 7 | South-Tyrol Eagles |  |

| 13 gennaio 2008 | Armata Brancaleone | 1 – 4 | Tori Seduti |  |

| 26 gennaio 2008 | South-Tyrol Eagles | 5 – 0 | Armata Brancaleone |  |

| 2 febbraio 2008 | Tori Seduti | 2 – 2 | South-Tyrol Eagles |  |

| 16 febbraio 2008 | South-Tyrol Eagles | 2 – 0 | Armata Brancaleone |  |

| 1º marzo 2008 | Tori Seduti | 0 – 3 | South-Tyrol Eagles |  |

| 15 marzo 2008 | Armata Brancaleone | 1 – 0 | Tori Seduti |  |

## Classifica
| Pos | Squadra            | G | V | N | P | GF | GS | DG  | Pt |
| --- | ------------------ | - | - | - | - | -- | -- | --- | -- |
| 1   | South-Tyrol Eagles | 8 | 7 | 1 | 0 | 25 | 6  | +19 | 15 |
| 2   | Tori Seduti        | 8 | 2 | 1 | 5 | 13 | 15 | −2  | 5  |
| 3   | Armata Brancaleone | 8 | 2 | 0 | 6 | 8  | 25 | −17 | 4  |

## Classifiche individuali

### Classifica marcatori

#### Punti
|    | Giocatore          | Rappresentativa    | Reti | Assist | Punti |
| -- | ------------------ | ------------------ | ---- | ------ | ----- |
| 1. | Florian Planker    | South-Tyrol Eagles | 12   | 3      | 15    |
| 2. | Grégory Leperdi    | Tori Seduti        | 4    | 6      | 10    |
| 3. | Gianluca Cavaliere | South-Tyrol Eagles | 5    | 3      | 8     |

#### Gol
|    | Giocatore          | Rappresentativa    | Reti |
| -- | ------------------ | ------------------ | ---- |
| 1. | Florian Planker    | South-Tyrol Eagles | 12   |
| 2. | Gianluca Cavaliere | South-Tyrol Eagles | 5    |
| 2. | Marco Re Calegari  | Armata Brancaleone | 5    |

#### Assist
|    | Giocatore        | Rappresentativa    | Assist |
| -- | ---------------- | ------------------ | ------ |
| 1. | Grégory Leperdi  | Tori Seduti        | 6      |
| 2. | Andrea Chiarotti | Tori Seduti        | 5      |
| 3. | Gianluigi Rosa   | South-Tyrol Eagles | 4      |

### Classifica portieri
Sono presi in considerazione solo i portieri che hanno giocato almeno la metà degli incontri.
|    | Giocatore          | Rappresentativa    | PG | RS | GAA  |
| -- | ------------------ | ------------------ | -- | -- | ---- |
| 1. | Rupert Kanestrin   | South-Tyrol Eagles | 7  | 3  | 0,48 |
| 2. | Ciro Amato         | Tori Seduti        | 5  | 11 | 2,36 |
| 3. | Santino Stillitano | Armata Brancaleone | 7  | 18 | 2,79 |

Legenda: PG = partite giocate; RS = reti subite; GAA = media reti subite/partita